# Ginoza (Okinawa)
Ginoza (宜野座村 Ginoza-son?) (Okinawense: Jinuza) es un pueblo localizado en el distrito de Kunigami, Okinawa, Japón.

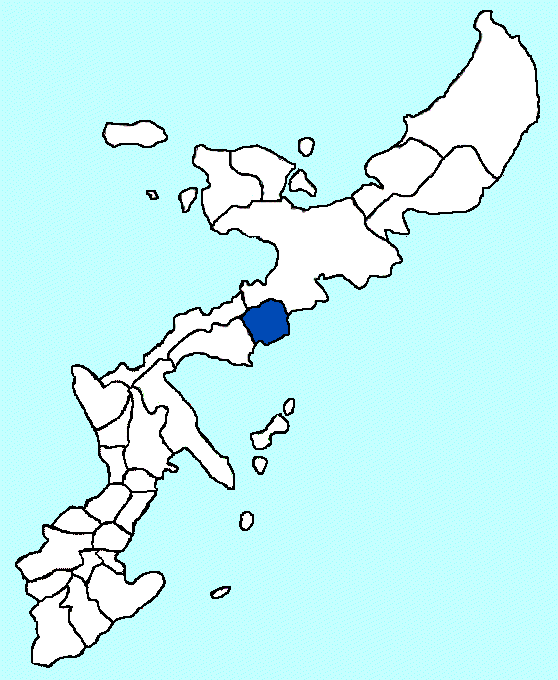
Ubicación de Ginoza en Okinawa.

A partir de 2003, el pueblo tiene una población estimada de 4.983 y una densidad de población de 159,30 personas por km². La superficie total es de 31,28 km².

## Educación
Ginoza opera sus escuelas públicas primarias y secundarias.
El Cuadro de Educación de la Prefectura de Okinawa opera la Escuela Secundaria de Ginoza.

## Agricultura
La producción es en gran medida la expansión de las frutas tropicales, como mangos y flores como el crisantemo y la orquídea.

## Historia
Durante la Segunda Guerra Mundial dos escuelas del pueblo de Ginoza fueron utilizadas como hospitales de campaña.
Cuerpos yacen enterrados cerca de los edificios hasta el día de hoy.

## Gobierno
El alcalde de Ginoza es Hajime Azuma.
Ginoza se señala como un pueblo y bajo la administración del distrito de Kunigami.

## Símbolos
El árbol símbolo de Ginoza es el pino Ryuku.
La flor símbolo de Ginoza es la azalea.
El ave símbolo de Ginoza es el "ojo blanco".
El pez símbolo de Ginoza es el "mibai"
Los caracteres chinos para Ginoza "宜野座" significan "campo propicio para sentarse".
- Wikimedia Commons alberga una categoría multimedia sobre Ginoza.

- Datos: Q1203012
- Multimedia: Ginoza, Okinawa / Q1203012